# Estación Colhué Huapi

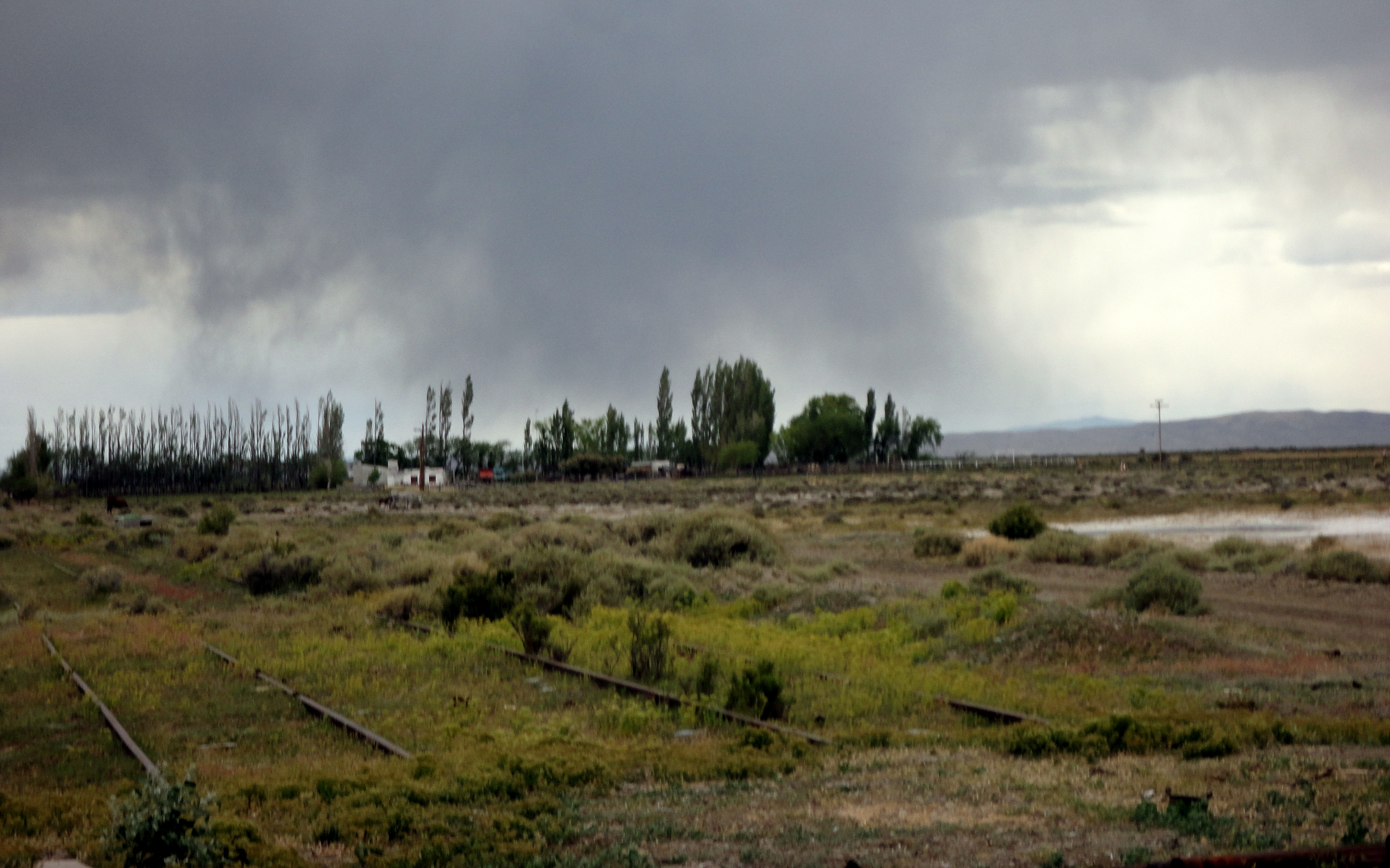
Desvío en dirección ala estación con vista hacia parte del paraje Colhué Huapi.

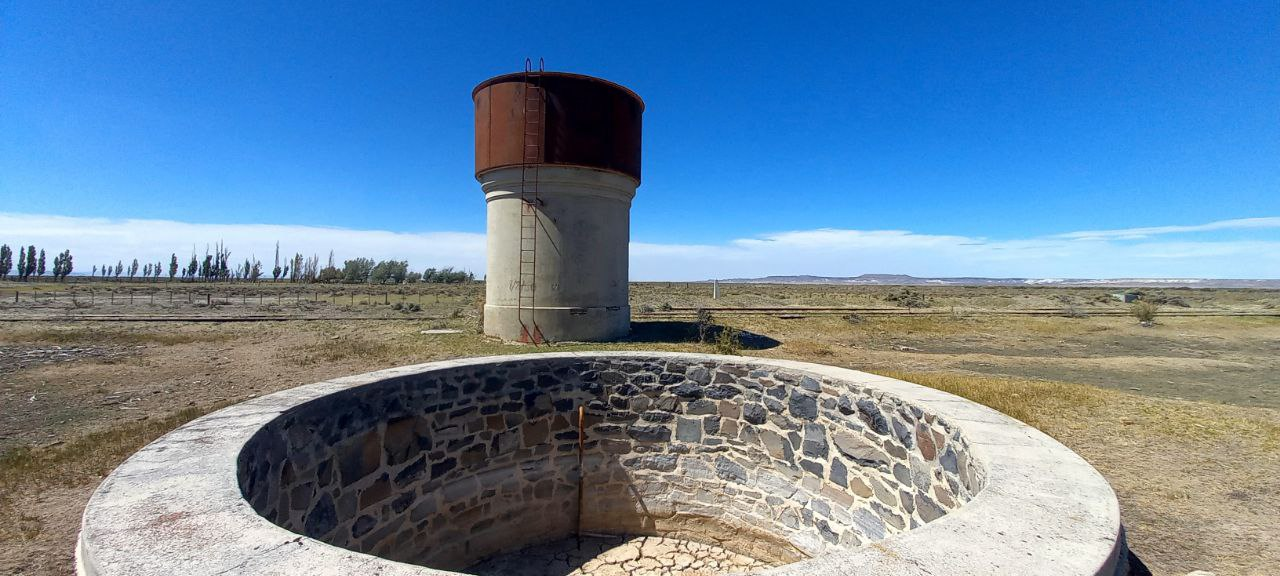
Tanque y estanque intactos pero sin agua por la sequía en el verano de 2022.

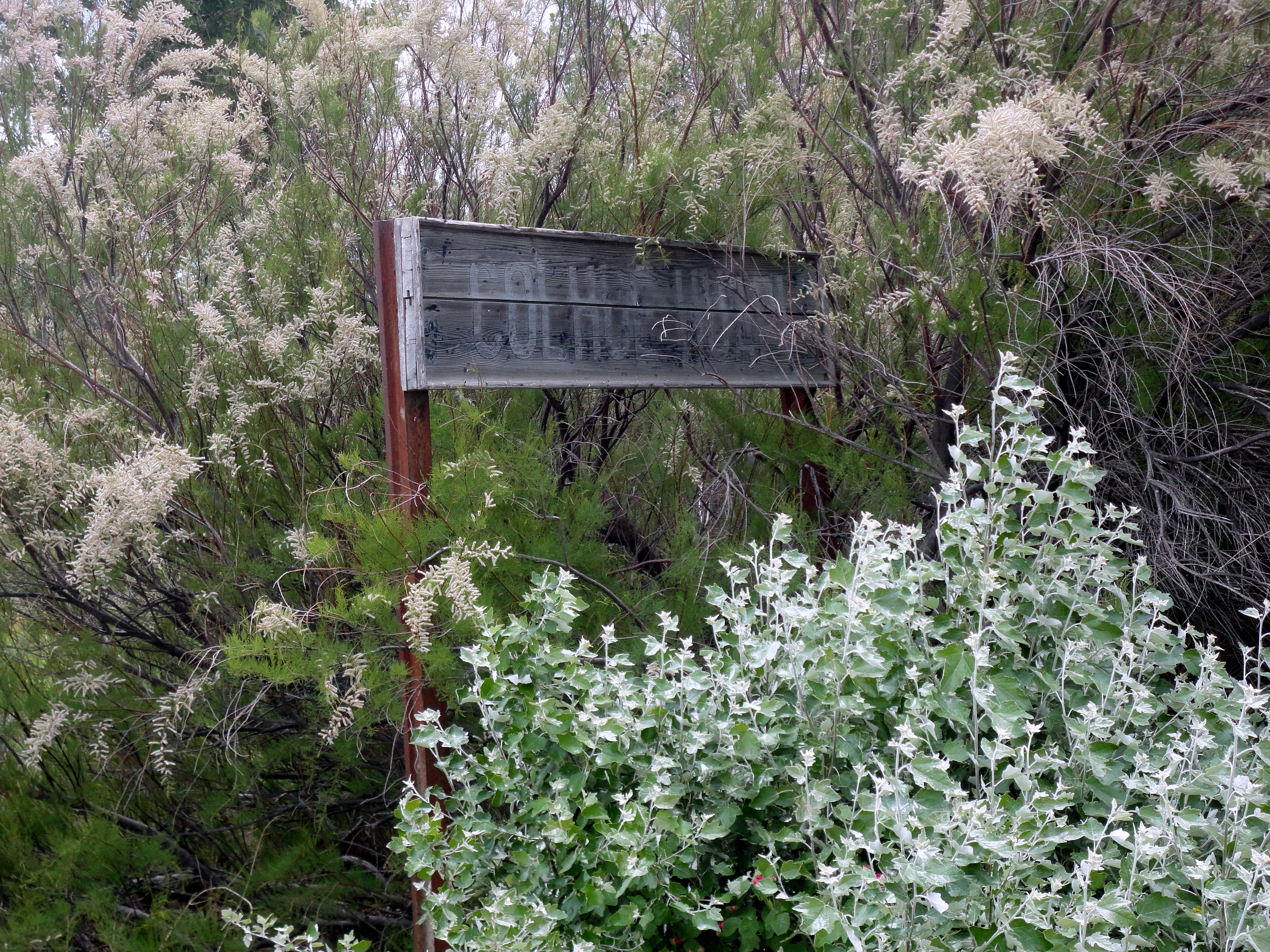
Cartel nomenclador de la estación que daba la bienvenida al pueblo también.

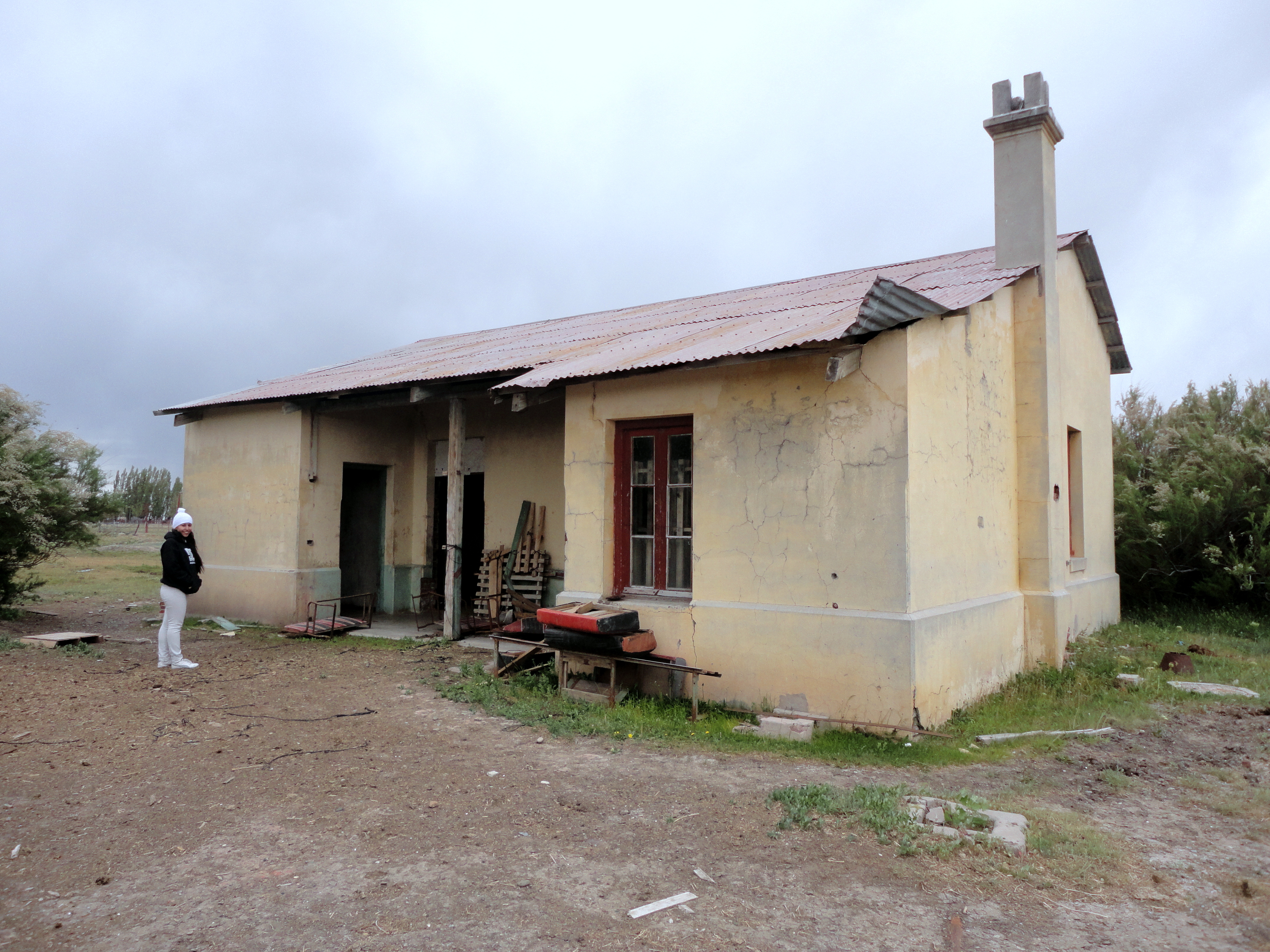
Vivienda de las cuadrillas de Colhué Huapi, la que está en mejor estado en el tendido.

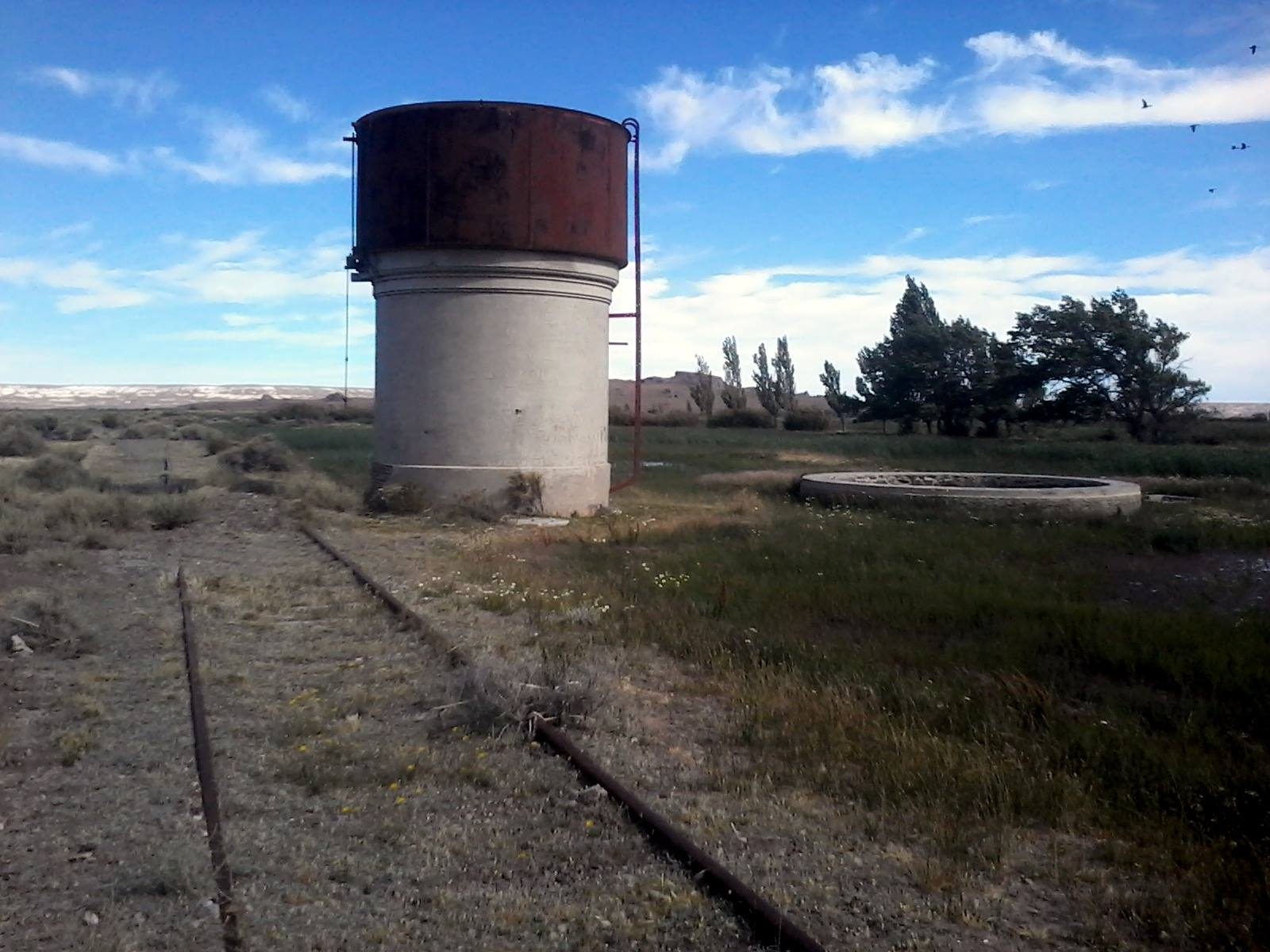
Tanque de agua y desvío de la estación Colhué Huapi con vías en buen estado.

Colhué Huapi es una ex estación ferroviaria del Ferrocarril de Comodoro Rivadavia que unía a esta localidad con Colonia Sarmiento, ambas en la provincia de Chubut (Argentina). La estación desempeñaba trabajos de embarcadero, una categoría inferior a las estaciones normales en el ferrocarril; por lo menos en sus últimos años.
Era un punto clave del ferrocarril dado que desde el kilómetro 180, y hasta la punta de riel, se ingresa al fértil valle de Sarmiento que contrasta enormemente con el clima árido y desértico que predomina en toda la región.

## Toponimia
El nombre de la estación proviene del Lago Colhué Huapi que se encuentra a pocos kilómetros hacia el norte. El nombre "Colhué Huapi" es una expresión araucana que significa lago de la isla parda. Además, se escribió una variante del nombre en varios documentos ferroviarios que nombraron a este punto como  Colhué Huapí.

## Historia
En Colhué Huapi se instaló esta estación en el kilómetro 180 donde inicia en un valle fértil hasta Sarmiento, la terminal del ferrocarril. En su ubicación creció desde entonces un poblado rural con estructura urbana dispersa. Debido a que la población es agraria se conforma por diversas chacras productivas lindantes entre ellas. Esto produjo que la localidad no tuviera la forma básica, de pueblo con plaza o casas aglomeradas. Esta zona no cambió su aspecto y hoy es conocido como zona de chacras de la vecina Sarmiento. El poblado fue estratégico, ya que se hallaba en una zona oasis de la Meseta patagónica, sobre el valle de Sarmiento. El valle no tuvo problemas con el agua, pero nunca estuvo cultivado en todas sus posibilidades. Sin embargo, con una producción sostenida fue capaz de abastecer, por medio del ferrocarril, a la creciente población de Comodoro Rivadavia que necesitaba comestibles y materias primas. Esto aseguraba más tráfico general que el ramal Puerto Deseado a Colonia Las Heras, el cual cruzaba una zona totalmente árida.
Con las mejoras a partir de 1950 los viajes a Sarmiento fueron usados para el ocio y recreación. La gente más carenciada hasta los llegó a utilizar como medio para irse de luna de miel. Aún para 1951 la población de Colhué Huapi era contada entre las pocas localidades que la línea Comodoro Rivadavia a Colonia Sarmiento recorría.  Además, se conocía que para 1955 la distancia entre la estación y las viviendas de la localidad a la que servía era considerable. Esto hizo que se reforzara el servicio con un colectivo esperando en la estación que llevaba pasajeros hasta sus quintas. La falta de servicios básicos era una constante para la zona en esos años. La población vivía de la producción agropecuaria. En su auge Colhué Huapi reunió un poblado de 150 habitantes. Este número de pobladores volvió al pueblo la tercera de las localidades del ferrocarril. Sin embargo, este puesto es alcanzado sin tener en cuenta a las vecinas localidades-barrio, dedicadas a la extracción petrolera, de Comodoro Rivadavia Astra y Diadema Argentina; que hacen parte de su ejido municipal comodorense. Otro factor que hace al posicionamiento de Colhué Huapi como la tercera del ferrocarril después de 1950, se dio teniendo en cuenta el declive del mismo ferrocarril que ya había dejado las localidades de Enrique Hermitte, Holdich y Cañadón Lagarto despobladas o condenadas a desaparecer. 
El comercio de los alimentos con Comodoro generó el aumento de la población rural y llevó a los vecinos a crear la primera escuela, mientras que una segunda fue levantada con fondos de la Gobernación militar de Comodoro Rivadavia y la mano de obra de soldados del Regimiento de Infantería 25. La conexión entre el ferrocarril y el poblado rural fue tal que la estación fue tenida en cuenta como un lugar de noticias y encuentro para la población.
Para 1957 las únicas poblaciones considerables del ramal se concentran en torno a Comodoro y Sarmiento; estando todas las demás poblaciones como esta consideradas de poca relevancia o ya despobladas. Pese a ello, el poblado siguió prosperando e incluso aprovechó los viajes diarios en coche motor para incrementar sus envíos hacia Comodoro. Esto fue posible gracias a los modernos ferrobuses que permitieron llevar la carga liviana en forma rápida y constante con velocidades de hasta 100 kilómetros por hora. Las mercancías que más pedidos tenían eran las verduras, leche y carnes; las mismas eran transportadas junto a los pasajeros en los viajes diarios que salían desde las 6:30 a. m. y traía todo fresco según los propios vecinos.
En 1960 un informe de instrucciones en el Itinerario del FC Patagónico señalaba que el estado riesgoso del tendido ferroviario previo a esta estación. Se marcaba que entre los kilómetros 169 y 170 había riesgo de desmoronamientos tierra, siendo la velocidad máxima permitida 20 kilómetros por hora para las formaciones que por allí transitaran.
El declive del ferrocarril generó el despoblamiento paulatino de la localidad que se acentuó con cierre el cierre definitivo del ramal que destruyó su economía al quedar virtualmente aislado. Esto obligó a los pobladores a recurrir al transporte automotor más caro y a su vez a depender de la cercana ruta nacional 26 a la que se unió mediante un camino vecinal. Luego del cierre el edificio de la estación prevaleció en pie, en buen estado de conservación, por hallarse dentro de un terreno privado. La estación, junto con el tanque, la vivienda de las cuadrillas y las vías poseen la mejor conservación del tendido entre a Sarmiento.
Las diferentes gestiones políticas prometían reactivar el ramal o construir un ferrocarril Patagónico nuevo. Sin embargo, las promesas de campañas no duraron muchos, dado que el levantamiento del ramal Comodoro Rivadavia - Sarmiento fue solicitado en julio de 2004 por el Gobierno provincial de Mario Das Neves al Organismo Nacional de Administración de Bienes del Estado. La autorización se obtuvo a comienzos del año 2005 por medio del subsecretario de Transporte Ferroviario de la Nación, Julio Tito Montaña. Los restos que perduraban de la línea comenzaron a ser desmontados desde 2005 hasta 2006 por la firma Natura Ecology, en el marco de un convenio con la Secretaría de Turismo, por el cual la empresa se comprometía a desmontar el ramal y trasladar 46 mil durmientes a la localidad de El Maitén para rehabilitar La Trochita. El costo de ese trabajo era de 700 mil pesos y sería pagado con rezagos del desguace. El convenio mencionado no fue tratado por la Legislatura Provincial. La tramoya política produjo la pérdida de tramos históricos que perdieron los rieles y durmientes; dicha maniobra se ejecutó sin dar aviso a los pobladores que nada sabían sobre la compra de rieles, y que consideraban al mismo como patrimonio histórico de la región. Además, el convenio no fue respetado y 46 mil durmientes y vías a no llegaron a El Maitén. El funcionario encargado de la Secretaría Juan Carlos Tolosa fue desvinculado de su cargo. En el año 2006  el levantamiento había arrasado casi todo lo que quedaba de la línea ferroviaria para ser desarmado con fines inciertos Ese año la justicia intervino para detener en estación Enrique Hermitte el levantamiento de vías y durmientes del ferrocarril, ya que no se cumplieron con los requisitos estipulados por ley. De este modo, se pudo conservar, casi en su totalidad, los últimos 30 kilómetros de vías históricas desde Km162 hasta inmediaciones de Sarmiento. De este modo, Colhué Huapi permaneció con su patrimonio histórico intacto. Gracias a esto pocos kilómetros de la estación se pudo preservar también el Puente ferroviario Colhué Huapi. Actualmente, la estructura está intacta y se alza sobre un brazo del río Senguer, llamado Zanjón del Cerro Negro.
Luego del cierre del ferrocarril y las sucesivas debacles económicas argentinas desde el regreso de la democracia su pueblo fue reducido a un paraje con muy pocos habitantes. La escuela y la comisaría fueron cerradas y dejaron de cumplir sus funciones.
Actualmente, pocas chacras se encuentras habitadas y en producción. Los pocos habitantes que prevalecen son descendientes directos de los primeros pobladores y lograron conformar la Asociación Vecinal Rural Colhué Huapi en 2014, se ubica en la zona sur de Sarmiento, y cuenta con 25 vecinos que se dedican a la producción de ganado bovino y cría de ovejas. La organización vecinal confirma el destino de la localidad como zona rural de chacra organizada bajo barrio de Sarmiento y en pos de modernizar las técnicas de riego para el recupero de la producción de la zona. En cuanto a la caída de la producción, se debe a que el 95% de los establecimientos practica el riego por inundación que afecta al caudal del río Senguer y sus diferentes brazos. Como resultado hay casi 8 mil hectáreas que fueron regados con los viejos canales y terminaron formando mallines natural en campo natural, a la que se les tira agua en forma excesiva, incluso para el rendimiento de las pasturas. El anegamiento permanente produce juncos y otras palustras; dando como resultado un suelo salinizado y deteriorado incapaz de producir. La pérdida total por el mal manejo del agua se estima en 10.000 hectáreas. Sin embargo, hoy hay en el valle de Sarmiento 2.700 hectáreas de terrenos sistematizados, es la gente que produce asfalta y pasturas para la práctica ganadera y una mínima cantidad de hectáreas que es regada mediante el sistema de goteo. La crisis hídrica llevó al gobierno a planear a los productores la nivelación de los campos, la sistematización de los riegos y no uso del riego por inundación. Esto en función de que en el valle sarmientino se usa hasta un 80% del agua del Senguer para la agricultura.

## Funcionamiento

### Itinerarios históricos
El análisis de itinerarios de horarios lo largo del tiempo confirman que el flujo de tránsito de trenes regular de mayor a menor. Explicado por la baja densidad de población a servir. 
El primer informe de horario publicado en 1920 con datos vigentes desde enero de 1918 expuso que trenes mixtos partían los lunes y jueves desde Comodoro a las 8:00 horas, pasando por Colhué Huapi a las 15:55 y arribando 16:30 a Sarmiento. Mientras que el regreso era los martes y viernes desde Sarmiento a las 8:00 horas, visitando Colhué Huapi 8:30, con arribo a Comodoro a las 15:50. Por otra parte, para arribar a Enrique Hermitte se precisaban 35 minutos y para llegar a Kilómetro 191 20 minutos. Como dato llamativo, la estación fue notada como Colhué Huapí; con su segundo nombre un acento agregado. Por último, figuró en el tarifario del ferrocarril como punto de cobro del pasaje.
En 1928 el ferrocarril realizaba 2 viajes los lunes y jueves. El tren mixto a vapor arribaba a Colhué Huapi, tras partir de Comodoro Rivadavia a las 9, a las 15:40. Estaba separada de Enrique Hermitte por 42 minutos y de km 191 por una corta distancia. 
En 1930 la situación no varió respecto al itinerario de 1928.
El itinerario de 1934 brindó información de la sección del servicio suburbano que era ejecutado por trenes mixtos los días lunes y jueves junto con el viaje a Sarmiento. El viaje a vapor tuvo mejorías en los tiempos en general. Partía a las 9 de Comodoro para arribar a Sarmiento 16:50. En tanto, la vuelta se producía los días miércoles y sábados desde las 9 con arribo a estación Comodoro a las 16:35. El tren alcanzaba este punto a las 16:20. Mientras que la distancia con Enrique Hermitte se hacía en 40 minutos y para arribar a km 191 se requerían 18 minutos. 
Este itinerario mostró por primera vez a la estación reducida a apeadero o clausurada.
Para el itinerario de 1936 arrojó el único cambio significativo: la reducción de días de servicio, pasando a solo los lunes para regresar desde Sarmiento el miércoles. La situación de declive de la estación y su zona de influencia que se evidenció en el itinerario anterior continuó.

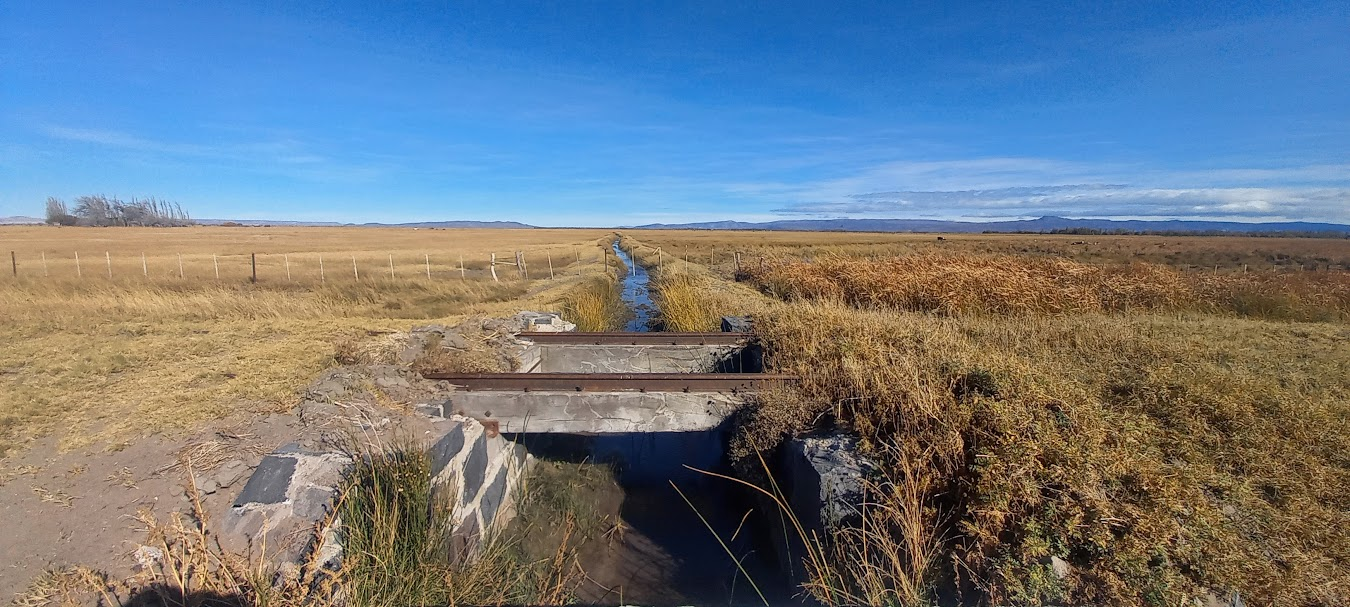
La zona y la vía donde se localiza la estación esta recorrido por antiguos canales de riego proveniente del río Senguer atravesando una alcantarilla ferroviaria.

Desde 1938 el itinerario expuso por primera vez una extensa red servicio suburbano que recorría la zona norte de Comodoro. Gracias a las últimas mejoras que recibió el ferrocarril, con la incorporación de ferrobuses, se logró que el servicio de pasajero y cargas ligeras reciba la mejora en el tiempo del trayecto que pasó de casi 8 hs a alrededor de 4 hs. Gracias a la nueva tecnología, partiendo desde estación matriz a las 16:30, se pudo alcanzar este punto a las 20:06. En cuanto a las distancias con los puntos vecinos se cubrían en 10 minutos a km 191 y en 17 minutos con Enrique Hermitte. Los días de servicios fueron ampliados y ejecutados los lunes, miércoles y viernes partiendo desde Sarmiento a las 7:45 para arribar a Comodoro a las 11:11, para luego volver a salir desde Comodoro a las 16:30 y arribar a Sarmiento a las 20:35.
El itinerario de Ferrocarriles del Estado del 15 de diciembre de 1940. Todos los viajes de todas las líneas pasaron a operarse con ferrobuses. El viaje principal partía los domingos desde Comodoro a las 7:08, pasando por este punto a las 10:30 y arribando a Sarmiento a las 10:45; mientras que había otro viaje que partía todos los días menos domingos desde las 16:30, paso por este punto a las 20:00 y llegada a Sarmiento a las 20:25. En tanto, el viaje desde Sarmiento se producía los domingos desde las 17:45 con arribo a Comodoro a las 20:58; mientras que el viaje que corría todos los días menos domingos lo hacía desde las 7:45 con llegada a las 11:11 a Comodoro. A pesar de permanecer clausurada; Colhué Huapi mantuvo se mantuvo como parada obligatoria de los servicios. Por último, el documento se refirió a este elemento como Colhué Huapí y con edificación erigida a la izquierda de la vía.  
El itinerario de trenes de 1946 hizo alusión detallada a los servicios del ferrocarril. Las condiciones siguieron iguales en el viaje de larga distancia para pasajeros como en el itinerario anterior. La situación de la estación mejoró, dejando de figurar como clausurada junto con las circundantes. El ferrocarril disponía de un servicio de pasajeros diario y otro para los domingos. En el viaje dominical la estación apareció como parada opcional; mientras que en el diario fue parada obligatoria. 
El itinerario realizó también la descripción del servicio de cargas a Sarmiento. Este se ejecutaba en forma condicional los lunes, miércoles y viernes. El viaje se hacía con un formación a vapor y partía desde Talleres a las 9:40 para llegar a destino a las 17:40. El tren arribaba, con parada obligatoria, a Colhué Huapi a las 17:05 para volver a salir a las 15:35. Para comunicar la distancia que existía con km 191 al tren le tomaba 20 minutos, mientras que para unirse con Parada Kilómetro 162 se requerían 30 minutos. En este documento este punto fue llamado: Colhué Huapi (D.C), diferenciándose del itinerario homónimo.
El mismo itinerario de 1946 fue presentado por otra editorial y en el se hace mención menos detallada de los servicios de pasajeros de este ferrocarril. En el documento se aclaró que la mayoría de los ferrobuses pararían en puntos adicionales que los pasajeros solicitaran para ascender o descender. Las tarifas se cobraban desde o hasta la estación más próxima anterior o posterior. Las mismas mantuvieron los valores y secciones de 1938. En este documento este punto fue llamado: Colhué Huapi a secas, diferenciándose del itinerario homónimo.

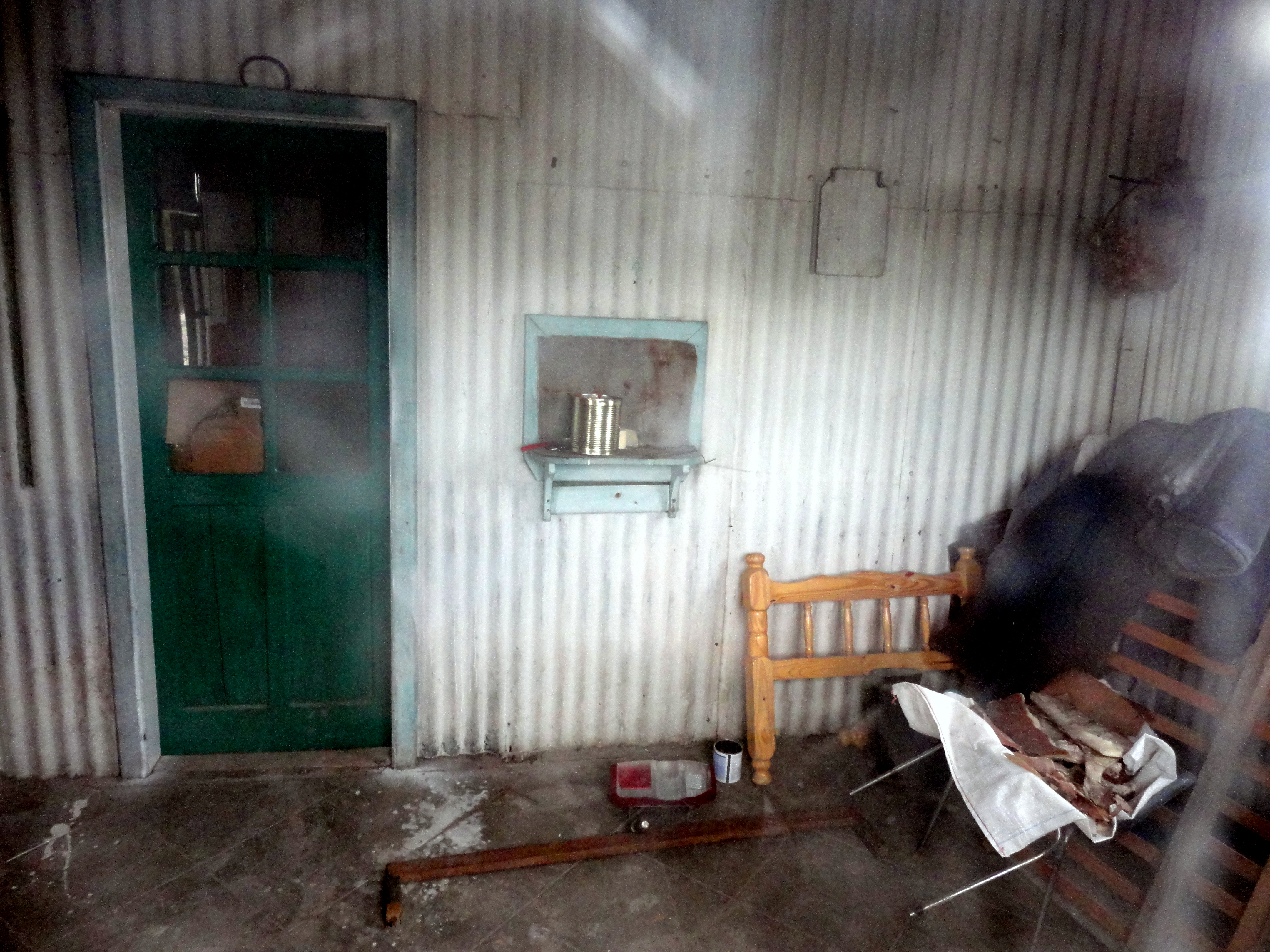
El interior de la exestación Colhué Huapi aun con su boletería

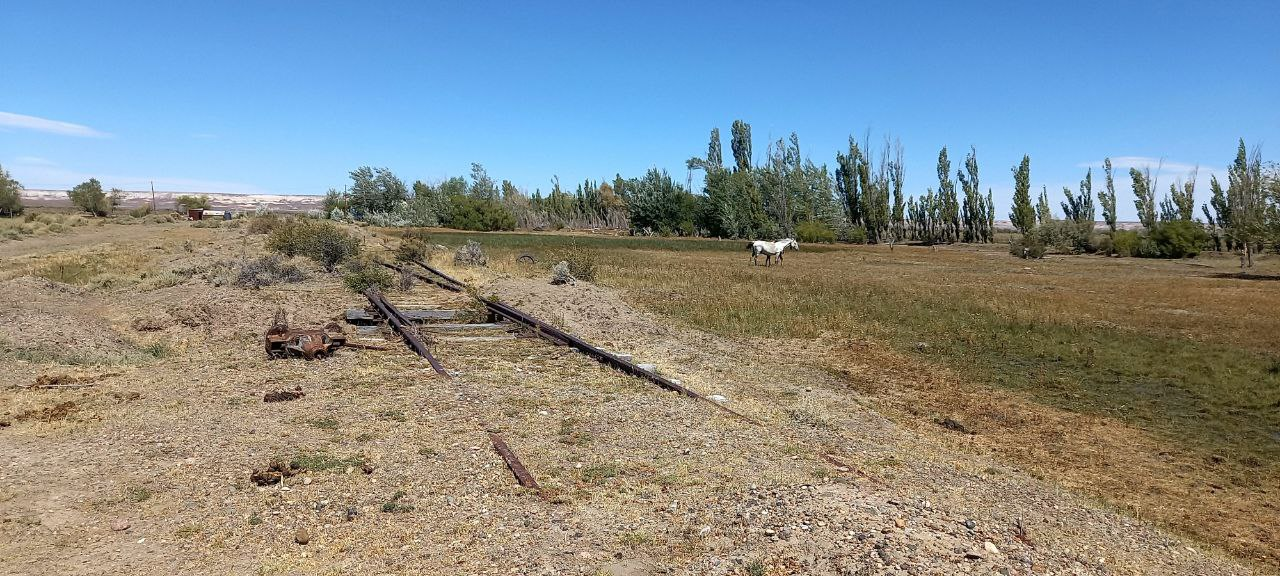
Desvío dañado a la estación Colhué Huapi viniendo desde Km 191

El 10 de diciembre de 1948 fue presentado un itinerario que no representó grandes variaciones respecto del presentado en 1946. Sin embargo, la gran diferencia con el anterior documento estuvo en el viaje de cargas que recorría la línea completa desde Comodoro a Sarmiento; y no partía desde Talleres como en el itinerario anterior. De este modo, el viaje de cargas partía sin un día estipulado, en forma condicional desde Comodoro a las 9:30, paso por este punto a las 17:05 y arribo a Sarmiento a las 18:05. En tanto, la vuelta desde Sarmiento se producía desde las 10:20 con arribo a estación Comodoro a las 20:25. Por otro lado, el viaje de pasajeros operado por los ferrobuses a Sarmiento desde las 7hs siguió mostró la sería retracción desde Estación Pampa del Castillo hasta Sarmiento todos los puntos se mostraron como paradas optativas. Sin embargo, en el otro viaje que partía desde las 9 hs la cantidad de elementos optativos era sensiblemente menor y la estación apareció como parada obligatoria del servicio. Por último, el itinerario se refirió a este punto como Colhué Huapí.
Por otro lado, una sección del informe de horarios de noviembre de 1955  describió el servicio suburbano. En ella se detalló este servicio que poseía puntas de rieles en COMFEPET, km 27 y km 20. Pasando a ser Diadema punta de riel del servicio suburbano que iba hasta Escalante, estación que dejó de ser visitada frecuentemente en favor de Diadema.
De este modo, por el truncamiento de la línea a Escalante este punto ya no fue mencionado y visitado. No obstante, pese a perder Escalante el servicio suburbano; el ferrocarril ideó en los domingos un viaje especial. El mismo tuvo el carácter de recreo y trató de mantener turismo en diferentes puntos de la línea. El ferrobús partía el domingo a las 6:00 de Comodoro, arribaba a esta estación 9:48 como parada opcional, y finalizaba en Sarmiento a las 10:00 horas. En el mismo día, se emprendía el regreso desde Sarmiento a partir de las 17:30. Esto daba lugar que los visitantes permanecieran buena parte del día disfrutando en los diferentes destinos seleccionados. El regreso a este punto era a las 17:49, pudiendo disfrutar de toda una jornada en esta estación como en otros puntos del ferrocarril. Asimismo, el viaje del domingo arrojó que la única estación que tuvo parada obligatoria de los servicios ferroviarios de pasajero en el tendido desde Diadema a Sarmiento, fue Cañadón Lagarto. En los otros 3 viajes: lunes, viernes y uno sin especificar por ser diario o condicional quizás; siguió siendo parada obligatoria en todos en todos sus servicios. Además, el itinerario mostró que el servicio de pasajero y cargas empeoraron levemente los tiempos. Los ferrobuses arribaban en 3:48 minutos. Luego, unían en 12 minutos este punto con la vecina km 191 y 16 minutos con Parada Kilómetro 162.

### Registro de boletos
Una extensa colección de boletos confirma a Colhué Huapi como punto concurrido. En los boletos figura esta estación con el nombre de COLHUE HUAPI a secas y en mayúsculas.

## Infraestructura

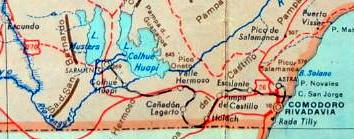
Colhué Huapi entre las localidades más importantes del ferrocarril en 1962.

La infraestructura de Colhué Huapi fue descripta por primera vez en 1934 cuando se detalló un tanque 45 m3 y un apartadero de 474 metros de largo.
Años después un informe de 1958 la clasificó como embarcadero para pasajeros. Estaba habilitado únicamente para subir y bajar pasajeros. El equipaje que no fuera bulto de mano, deberá ser cargado o descargado, según el caso, por el interesado directamente en el furgón. En cuanto a las cargas, recibía únicamente cargas con flete pagado en procedencia y despachaba cargas con flete a pagar en destino.
En el informe se documentó un apartadero de 474 metros de longitud, un estanque secado y vivienda de cuadrillas. Todos permanecen en pie hoy. En cuanto a la vivienda para las cuadrillas consiste de una casa de material para el personal ferroviario de Vías y Obras. Fue edificada de espaldas al viento, con dos habitaciones amplias y dos menores a los lados. Se pueden encontrar otras idénticas con diferente conservación en las estaciones Escalante, Cañadón Lagarto, Holdich, Parada km 162, Sarmiento y Valle Hermoso. La supervivencia de las vías y de las instalaciones ferroviarias se explica a la oposición al desguace por parte del propietario de las tierras atravesadas por el ferrocarril. Gracias a esta acción particular Colhué Huapi es de las pocas exestaciones o apeaderos que sobrevivieron a los diferentes desmantelamientos de la línea tras el cierre de 1978. Estos puntos casi intactos conservan el alma ferroviaria y se erigen patrimonio histórico de la región casi como museos vivientes.

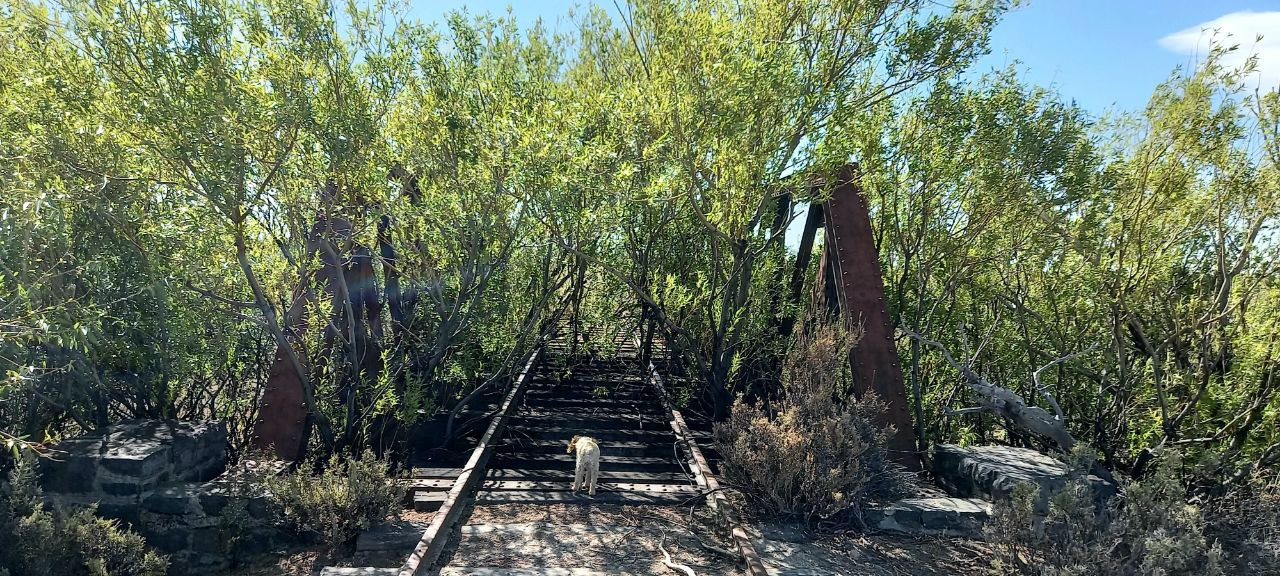
Puente ferroviario, a pocos kilómetros al sur de la estación, intacto. La vista es rumbo a Sarmiento. Hoy está abandonado e invadido de sauces

## Galería
|                                     |
| Restos Ferroviarios en Colhué Huapi |

|                               |
| Desvío dañado rumbo Sarmiento |

|                              |
| Fauna del oasis de Sarmiento |

|                                                                                                 |
| Fauna autóctona en las lagunas lindantes que forman esteros cercanos al poblado de Colhué Huapi |

|                                                                                                  |
| Mallín creado por chacareros con riego por inundación para el abastecimiento de agua del ganado. |

|                                                                                         |
| Imponente Puente ferroviario próximo a la estación con vista de las vías rumbo Comodoro |